# Des fleurs pour Salinger
Singles de Indochine
Le Baiser Punishment Park
Pistes de Le Baiser
Le Baiser More…
Des fleurs pour Salinger est une chanson d'Indochine parue sur leur cinquième album studio Le Baiser en 1990. 
Elle est sortie en tant que second single de l'album, dans une version remixée par Daniel Coulombe et Nicolas Maranda. Deux versions vinyle sont sorties sur le label musical Ariola : une version avec la chanson La Colline des roses en face B, et une version avec deux versions remixées en face B.
La chanson est dédiée à l'écrivain américain J. D. Salinger. Elle évoque l'isolement de l'écrivain-culte, et le désir du chanteur de pouvoir lui parler.